# Жирау до Понсиано
Жирау до Понсиано е град – община в централната част на бразилския щат Алагоас. Намира се в статистико-икономическия мезорегион Агрести Алагоану. Населението на общината е 36 625 души, а територията ѝ е 502 кв. км. Съседни на Жирау ду Понсиану са общините Жараматая, Трайпу, Кампу Гранджи, Краибас и Фейра Гранджи.